# Тріп
Тріп (рум. Trip) — село у повіті Сату-Маре в Румунії. Входить до складу комуни Біксад.
Село розташоване на відстані 440 км на північний захід від Бухареста, 39 км на схід від Сату-Маре, 128 км на північ від Клуж-Напоки.

## Населення
За даними перепису населення 2002 року у селі проживала 3061 особа.
Національний склад населення села:
| Національність | Кількість осіб | Відсоток |
| -------------- | -------------- | -------- |
| румуни         | 3011           | 98,4%    |
| угорці         | 38             | 1,2%     |
| цигани         | 7              | 0,2%     |

Рідною мовою назвали:
| Мова      | Кількість осіб | Відсоток |
| --------- | -------------- | -------- |
| румунська | 3020           | 98,7%    |
| угорська  | 39             | 1,3%     |